# Anders Fannemel
Anders Fannemel, norveški smučarski skakalec, * 13. maj 1991, Hornindal, Norveška.
Fannemel je v svetovnem pokalu dosegel dve zmagi v sezoni 2014/15, 13. decembra 2014 v Nižnem Tagilu in 8. februarja 2015 v Titisee-Neustadtu. Nastopil je na olimpijskih igrah 2014 v Sočiju in najboljšo uvrstitev dosegel na posamični tekmi na veliki skakalnici, ko je osvojil peto mesto. 15. februarja 2015 je na vikersundski letalnici postavil svetovni rekord v smučarskih skokih z dolžino 251,5 metra.